# 新源氏物語 (田辺聖子)
『新源氏物語』（しんげんじものがたり）は、田辺聖子による『源氏物語』の現代語訳または『源氏物語』の翻案とされる作品。『田辺源氏』とも呼ばれる。本項目では田辺聖子と『源氏物語』とのかかわり全般についても述べる。

## 概要
「与謝野源氏」と呼ばれる与謝野晶子によるもの、「谷崎源氏」と呼ばれる谷崎潤一郎によるもの、「円地源氏」と呼ばれる円地文子によるもの、「瀬戸内源氏」と呼ばれる瀬戸内寂聴によるものなどと並んで代表的な「作家による『源氏物語』の現代語訳の一つ」とされる。
「新源氏物語」と称されるものには、「狭義の新源氏物語」と「広義の新源氏物語」とが存在する。「狭義の新源氏物語」とされるのは、『源氏物語』冒頭部分から「幻」巻部分までが現代語訳『新源氏物語』として1978年（昭和53年）から1979年（昭和54年）にかけて全5巻で新潮社から刊行され、1984年（昭和59年）5月に新潮文庫に収録されたものである。「広義の新源氏物語」としては、上記の「狭義の田辺源氏」に加えて『新源氏物語 霧ふかき宇治の恋』として1990年（平成2年）5月に新潮社から「新源氏物語 霧ふかき宇治の恋」として上下2巻で出版され、1993年（平成5年）11月に、上下2巻で新潮文庫に収録された「宇治十帖」部分の現代語訳を含む。1993年（平成5年）8月に新潮社から刊行された全1冊本『新源氏物語』および2004年（平成16年）に集英社から出版された『田辺聖子全集 全24巻』の第7巻および第8巻の2巻に収められた『新源氏物語』では、この「霧ふかき宇治の恋」を含めた『源氏物語』全体の現代語訳を「新源氏物語」としている。
またより広義には、狭義の『新源氏物語』と「霧ふかき宇治の恋」との間に執筆・出版された『源氏物語』の外伝的・パロディ的作品である「私本・源氏物語」シリーズや、1997年から1999年まで36回にわたって行われた田辺の『源氏物語』についての連続講演「田辺聖子の『源氏物語』をご一緒に」を書籍化したものも含められることがある。

## 田辺聖子の源氏物語観
田辺聖子は、この『新源氏物語』以外にも、『源氏物語』やそれを含む日本の古典文学に関して多くの現代語訳やエッセイなどの諸作があり、「当代随一の古典の読み手である」とされる。その他に日本の古典文学に関して講演録や対談も数多く存在しており、それらを通して田辺の『源氏物語』観を知ることが出来る。田辺は年を経るに従って『源氏物語』の見方が変化したことを述べており、若い頃は『源氏物語』を読み通すことも出来ず、その頃の『源氏物語』観は「ところどころのシーンこそ、目にとまるものの、やたらに冗長で膨大な古物語としか思えなかった。」というものであったとしている。30を過ぎて「口語訳を読み返したことと、原典の文語文法や文体のクセに慣れたことにより、楽しめるようになってきた。それにより、源氏物語とはさまざまな人間や恋愛の形を描いたカタログであり、面白い、楽しい物語であると感じられるようになった。」と述べており、40代になると、光源氏を初め紫上、薫、匂宮とそれぞれに不幸であり、あきたりぬ人生を送っている。「源氏物語とは哀しい小説ではないか」と思うようになった。さらに50代になると、「源氏物語とは哀しみが描かれている」という点についてはそのとおりであるとしても、その地点にとどまるのではなく「哀しい話から昇華した喜び」が描かれていると感じるようになったと述べた上で、「これからの私はどのように源氏物語を読むことになるのだろうか」との言葉で締めくくっている。このような田辺の『源氏物語』観の変遷と新源氏物語の内容とを対照させてみると、『新源氏物語』は30代の田辺の『源氏物語』観が生かされ、さらに40代の田辺の『源氏物語』観の影響の下に成立しているとされている。

## 出版の経緯
『源氏物語』冒頭部分から「幻」巻までの部分は、『新源氏物語』として雑誌『週刊朝日』において1974年（昭和49年）11月発行の第79巻第49号から1978年（昭和53年）1月発行の第83巻第4号にかけて169回にわたって連載された後、1978年（昭和53年）から1979年（昭和54年）にかけて全5巻で新潮社から単行本として刊行され、1984年（昭和59年）5月に新潮文庫に収録された。
上記に含まれない『源氏物語』第三部（匂宮三帖及び宇治十帖）についても当初から含める予定であったが、上記の『新源氏物語』とは別に『新源氏物語 霧ふかき宇治の恋』として雑誌『DAME』において1985年（昭和60年）10月発行の第2巻第10号から1987年（昭和62年）7月発行の第4巻第7号まで22回にわたって連載されたが、同号をもって同誌が休刊したために「宿木」巻の途中までで中断することとなった。その後、残りの部分は書き下ろしで執筆されて1990年（平成2年）5月に新潮社から「新源氏物語 霧ふかき宇治の恋」として上下2巻で単行本として出版され、1993年（平成5年）11月に、上下2巻で新潮文庫に収録された。
1993年（平成5年）8月に新潮社から刊行された全1冊本『新源氏物語』および2004年（平成16年）に集英社から出版された『田辺聖子全集 全24巻』の第7巻および第8巻の2巻に収められた『新源氏物語』では、この「霧ふかき宇治の恋」を含めた『源氏物語』全体の現代語訳を「新源氏物語」としている。

## 特色
田辺自身は「注釈を見ないでも読めるおもしろい読み物」を目指したとしており、近代人の感覚では「ここがもう少し読みたい」と思うところが『源氏物語』の原典ではさらりと流されていることがあり、そのような点を非才を顧みず書き埋める作業を行った結果が「新源氏物語」であるとしている。著者自身による作品解説において以下の3つの抱負を挙げている
- 文章から敬語を取り払うこと
- 原作の説明不足を補い、現代人には冗漫と思われる記述を取り払うこと
- 主人公である光源氏を魅力的な人物として描くこと

初め、出版社・編集部側としてはダイジェストのつもりだったらしいが、「源氏物語はダイジェストにしにくい」という理由で「ほぼ全訳」になったとしている。それでも先行する作家による現代語訳である与謝野訳、谷崎訳、円地訳と比べると「原典から除去された記述」や「原典に無いが書き加えられた記述」が数多く存在しており、「訳文から原文を類推することが不可能であるほど」であるとされ、『源氏物語』の複数の現代語訳の相互比較からは外されていることもあり、「正確な現代語訳ではない」とされたり、翻訳よりむしろ「脚色」とでも呼ぶべきものともされたり、「広義の現代語訳を大まかに「ダイジェスト本」・「全訳本」・「リライト本」に分けると「リライト本」に属する」とされたり、「単なる現代語訳」ではなく「翻案」・「翻案小説」であるとされることもある。
『源氏物語』の原文には、登場人物たちが自分たちの気持ち和歌で伝えようとしている部分が数多く存在している。先行する与謝野訳、谷崎訳、円地訳において和歌は、
- 原文の和歌のままおさめる
- 原文の和歌のままおさめた上で注釈を付ける
- 和歌の形を一応保ったまま中の語句を分かりやすいものに改めたり口語にするなどわかりやすくする
- 五行詩など別の詩形に改める

といった形で処理されることが多かったが、「田辺源氏」では和歌を通常の会話文に直しているところが多く、和歌部分に最も大きな変更が加えられている現代語訳である。
そもそも全体の構成として、「桐壺」の巻からではなく原典では第3巻である「空蝉の巻」から始まっているものの、それ以後はおおむね元の巻序に従って叙述されている。「桐壺」の巻からはじまっているのではない理由として、田辺本人は光源氏を颯爽とした恋の狩人として登場させたかったためであるとしている。

### 時代背景
この「田辺源氏」は『源氏物語』現代語訳の転換点とされる。田辺が現代語訳に取り組みはじめた時点では、すでに「与謝野源氏」や「谷崎源氏」といった複数の「作家による現代語訳」が存在しており、それ以外にも岩波書店の『日本古典文学大系』本、小学館の『日本古典文学全集』本、新潮社の『新潮日本古典集成』本といった「充実した注釈が付けられた原典」も入手が容易になっているため、「与謝野源氏」や「谷崎源氏」が書かれた時代のように「その現代語訳を読むことがほとんど唯一の『源氏物語』への接近方法である」という時代とは大きく異なっている。「田辺源氏」の巻末には「主な参考文献」として
- 山岸徳平校注『源氏物語』〈日本古典文学大系〉岩波書店刊
- 阿部秋生、秋山虔、今井源衛校注・訳『源氏物語』〈日本古典文学全集〉小学館刊
- 石田穣二、清水好子校注『源氏物語』〈新潮日本古典集成〉新潮社刊
- 円地文子訳『源氏物語』新潮社刊
- 谷崎潤一郎訳『源氏物語』中央公論社刊
- 与謝野晶子訳『源氏物語』〈日本の古典〉河出書房新社刊

が挙げられている。田辺自身は自分の『源氏物語』の現代語訳を、「私の『新源氏物語』を、入門の感じで読んでいただいて、それから『与謝野源氏』、『円地源氏』、『谷崎源氏』、『村山源氏』…など、好きな本をたどっていってね。よくなじんだところで原文をよまれると、とても面白く読まれると思いますよ。」と、これ以前に存在した作家による現代語訳である『与謝野源氏』、『円地源氏』、『谷崎源氏』、『村山源氏』等よりもさらに初心者向けの入門的な作品であると位置づけている。

## 各巻の名称
『新源氏物語』では、それぞれの巻の名称について、以下のようにそれぞれの巻ごとに、『源氏物語』原典の巻の名を織り込んで韻を踏んだ形の独自の巻名が付けられている。
- 第01帖 桐壺 （該当巻無し）
- 第02帖 帚木 （該当巻無し）
- 第03帖 空蝉 眠られぬ夏の夜の空蝉の巻
- 第04帖 夕顔 生きすだま飛ぶ闇の夕顔の巻
- 第05帖 若紫 あけぼのの春ゆかりの紫の巻
- 第06帖 末摘花 露しとど廃苑の末摘花の巻
- 第07帖 紅葉賀 燃ゆる紅葉のもと人は舞うの巻
- 第08帖 花宴 花は散るおぼろ月夜の宴の巻
- 第09帖 葵 めぐる恋ぐるま葵まつりの頃の巻
- 第10帖 賢木 秋は逝き人は別るる賢木の宮の巻
- 第11帖 花散里 ほととぎす昔恋しき花散る里の巻
- 第12帖 須磨 海はるか心づくしの須磨の巻
- 第13帖 明石 憂くつらき夜を嘆き明石の人の巻
- 第14帖 澪標 侘びぬればはかなき恋に澪標の巻
- 第15帖 蓬生 露しげき蓬生に変わらじの心の巻
- 第16帖 関屋 古き恋にめぐり逢坂の関屋の巻
- 第17帖 絵合 春の梅壺に風流をきそう絵合の巻
- 第18帖 松風 久しき別れに松風のみ空を通うの巻
- 第19帖 薄雲 入る日の峰に薄雲は喪の色の巻
- 第20帖 朝顔 恋の夏すぎてあるかなきかの朝顔の巻
- 第21帖 少女 初恋は空につれなき雲井の少女の巻
- 第22帖 玉鬘 恋のわすれがたみ日影の玉蔓の巻
- 第23帖 初音 幼なうぐいすの初音惜しまじの巻
- 第24帖 胡蝶 春の夜の夢に胡蝶は舞うの巻
- 第25帖 蛍 恋の闇路にほのかなる蛍の巻
- 第26帖 常夏 常夏の夕映えに垣根なつかしき撫子の巻
- 第27帖 篝火 （該当巻無し）
- 第28帖 野分 野分の風に垣間見し美しき人の巻
- 第29帖 行幸 雪ちる大原野にめでたき行幸の巻
- 第30帖 藤袴 露じめりして思いみだるる藤袴の巻
- 第31帖 真木柱 愛怨の髪まつわる真木柱の巻
- 第32帖 梅枝 花散りし梅が枝に残る匂いの巻
- 第33帖 藤裏葉 藤のうら葉は色も褪せじの恋の巻
- 第34帖 若菜上 君がため若菜つむ恋の悲しみの巻
- 第35帖 若菜下 君がため若菜つむ恋のくるしみの巻
- 第36帖 柏木 落葉ふる柏木の嘆きの巻
- 第37帖 横笛 空しき調べに夢ふかき横笛の巻
- 第38帖 鈴虫 つらき世をふり捨てがたき鈴虫の巻
- 第39帖 夕霧 山里の夕霧にとじこめし恋の巻
- 第40帖 御法 露の世の別れはかなき御法の巻
- 第41帖 幻 夢にも通えまぼろしの面影の巻

霧ふかき宇治の恋
- 第42帖 匂宮 光のあと花匂う若宮の巻
- 第43帖 紅梅 移り香ゆかしき紅梅の使者の巻
- 第44帖 竹河 竹河に流れしわかき恋の巻
- 第45帖 橋姫 われを待つらん美しき橋姫の巻
- 第46帖 椎本 寄る蔭むなしき椎が本の巻
- 第47帖 総角 総角にむすびこめし長き契りの巻
- 第48帖 早蕨 亡き人恋しき春の早蕨の巻
- 第49帖 宿木 古き恋の夢はなお宿木の巻
- 第50帖 東屋 むぐら繁き雨の東屋の巻
- 第51帖 浮舟 いさよう波に行方知られぬ浮舟の巻
- 第52帖 蜻蛉 はかなく消えし恋の蜻蛉の巻
- 第53帖 手習 物思う人の手習の巻
- 第54帖 夢浮橋 ふみまよう夢の浮橋の巻

## 田辺源氏の影響
田辺の『新源氏物語』は、『あさきゆめみし』とともに以後の『源氏物語』の翻案作品に対して大きな影響を与えており、本来の原典である『源氏物語』をさしおいて「原典的地位」にあるとされる。『新源氏物語』においては「わかりやすくするため」に田辺の解釈に基づいて、さまざまな解釈が成立しうる原典の記述が一定の解釈以外は成立しえないような記述に代えられていたり、さまざまな原典にない情報が書き加えられたりしているが、そうした要素の踏襲に田辺の『新源氏物語』からの影響が読み取れる。
『新源氏物語』は、『源氏物語』の漫画化作品の代表とされる上述の『あさきゆめみし』に対しても大きな影響を与えており、そのことは明石の姫君（後の明石の中宮）を「ちい姫」と呼ぶなどの人物呼称においても見ることができる。
2001年に公開された日本映画『千年の恋 ひかる源氏物語』には、田辺の名前はクレジットされていないにもかかわらず、『新源氏物語』の表現がそのまま使われている。

## 舞台化作品
田辺版『新源氏物語』をもとにした宝塚歌劇団のミュージカル『新源氏物語』が、柴田侑宏の脚本・演出で1981年に月組（榛名由梨主演）により初演された。1989年に月組（剣幸主演）が再演、2015年に演出を大野拓史が担当し花組（明日海りお主演）で再々演された。
青年源氏と藤壺の密通から2人の関係を軸に、六条御息所・紫の上（若紫）・朧月夜との恋模様を絡め、政界の頂点に立ちながら女三宮に裏切られるまでの源氏の半生が描かれる。
主題歌の作詞は田辺自身による。

## 書誌情報
単行本版
- 『新源氏物語 1』新潮社、1978年（昭和53年）1月 ISBN 978-4-1031-3411-4
空蝉から賢木まで
- 『新源氏物語 2』新潮社、1979年（昭和54年）1月 ISBN 978-4-1031-3412-1
花散里から薄雲まで
- 『新源氏物語 3』新潮社、1979年（昭和54年）1月 ISBN 978-4-1031-3413-8
朝顔から野分まで
- 『新源氏物語 4』新潮社、1979年（昭和54年）1月 ISBN 978-4-1031-3414-5
行幸から若菜上まで
- 『新源氏物語 5』新潮社、1979年（昭和54年）1月 ISBN 978-4-1031-3415-2
若菜下から幻まで
- 『霧ふかき宇治の恋 新源氏物語 上』新潮社、1990年（平成2年）5月 ISBN 978-4-1031-3422-0
匂宮から宿木まで
- 『霧ふかき宇治の恋 新源氏物語 下』新潮社、1990年（平成2年）5月 ISBN 978-4-1031-3423-7
東屋から夢浮橋まで

新潮文庫版
- 『新源氏物語 上』新潮社、1984年（昭和59年）1月 ISBN 978-4-1011-7514-0
空蝉から澪標まで
- 『新源氏物語 中』新潮社、1984年（昭和59年）1月 ISBN 978-4-1011-7515-7
蓬生から真木柱まで
- 『新源氏物語 下』新潮社、1984年（昭和59年）1月 ISBN 978-4-1011-7516-4
梅枝から幻まで
- 『霧ふかき宇治の恋 上』新潮社、1993年（平成5年）11月 ISBN 978-4-1011-7522-5
匂宮から宿木まで
- 『霧ふかき宇治の恋 下』新潮社、1993年（平成5年）11月 ISBN 978-4-1011-7523-2
東屋から夢浮橋まで

全1冊版
- 田辺聖子『新源氏物語』新潮社、1993年（平成5年）9月 ISBN 978-4-1031-3424-4
「新源氏物語」と「霧ふかき宇治の恋」が1巻に収まった愛蔵本。

田辺聖子全集版
- 『田辺聖子全集 7 新源氏物語（上）』集英社、2004年（平成16年）5月 ISBN 978-4-0815-5007-4
空蝉から若菜上まで
- 『田辺聖子全集 8 新源氏物語（下）』集英社、2004年（平成16年）7月 ISBN 978-4-0815-5008-1
若菜上から夢浮橋まで